# Donje Vino
Donje Vino is een plaats in de gemeente Krapinske Toplice in de Kroatische provincie Krapina-Zagorje. De plaats telt 139 inwoners (2001).